# Mirko Drotschmann
Mirko Drotschmann (* 30. April 1986 in Malsch, Landkreis Karlsruhe) ist ein deutscher Journalist, Moderator, Autor und Webvideoproduzent.

## Leben und Wirken

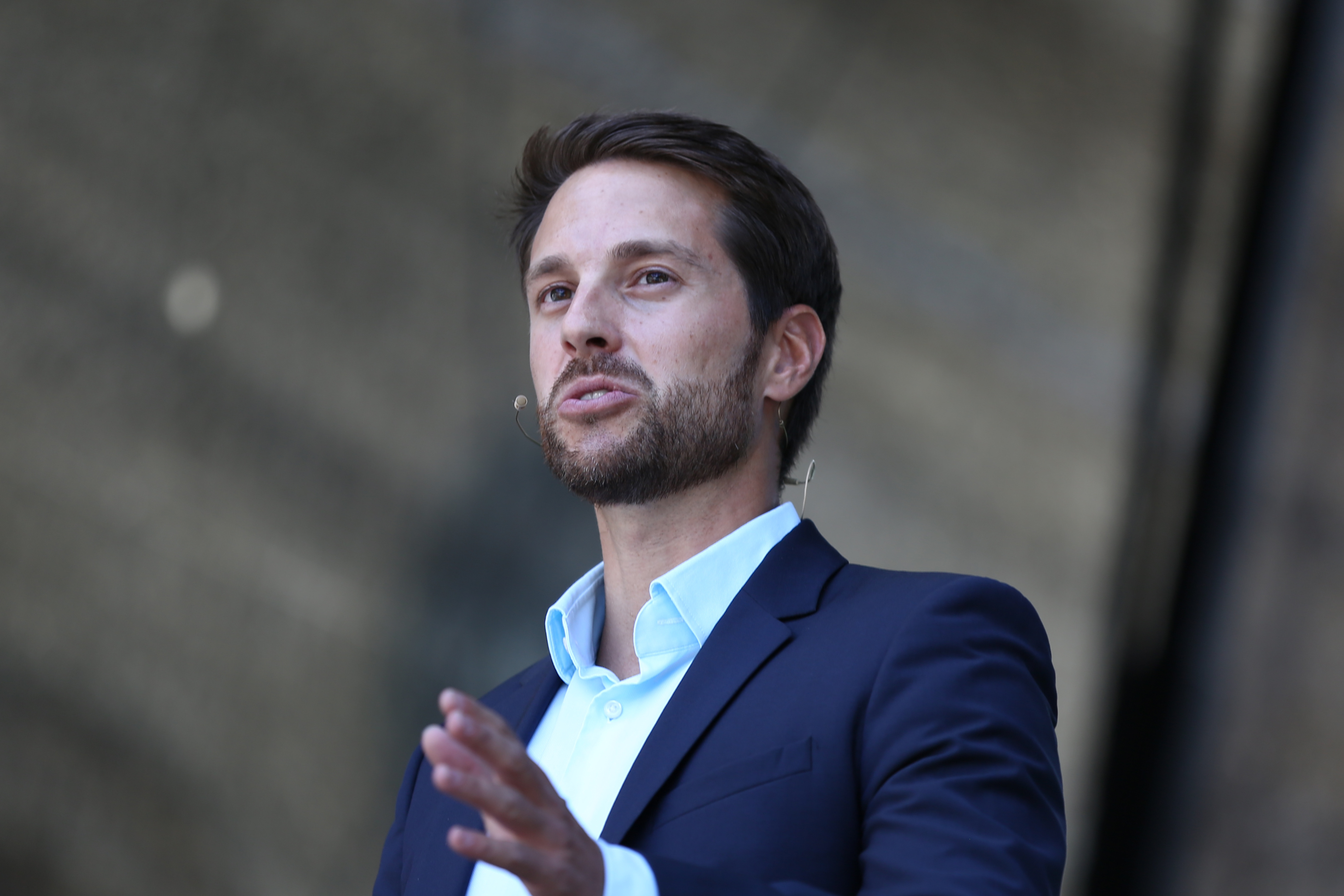
Mirko Drotschmann auf dem Max-Planck-Tag (2018)

Mirko Drotschmann war während seiner Schulzeit am Albertus-Magnus-Gymnasium in Ettlingen Chefredakteur der Schülerzeitung und Schülersprecher. Von 2009 bis 2010 saß er für die SPD im Ettlinger Gemeinderat.
Nach dem Abitur im Jahr 2005 hospitierte er beim Südwestrundfunk (SWR) und wirkte dort anschließend als freier Mitarbeiter sowie Berichterstatter und Moderator beim Jugendradioprogramm Dasding. Nach dem Zivildienst studierte er am Karlsruher Institut für Technologie Neuere, Neueste und Technikgeschichte und Kulturwissenschaft, eine Kombination aus Geschichte und Kulturwissenschaft. Zugleich war er als freier Journalist tätig. Sein Studium schloss Drotschmann im Jahre 2010 ab. Anschließend arbeitete er bei der ZDF-Kindersendung logo! mit und war Moderator bei N-Joy sowie freier Reporter bei anderen Rundfunkanstalten und der Stuttgarter Zeitung.
In den Jahren 2013 und 2014 absolvierte er ein journalistisches Volontariat beim SWR.
Von Oktober 2014 bis Dezember 2017 war Drotschmann Reporter und Moderator bei logo! (ZDF). Außerdem ist er Geschäftsführer der Produktionsfirma objektiv Media GmbH, mit der er Formate für Sender, Bundesbehörden, Unternehmen und NGOs produziert.
Mirko Drotschmann ist Mitglied im überparteilichen Landesrat für digitale Entwicklung und Kultur, der die rheinland-pfälzische Landesregierung zu digitalen Themen berät. Außerdem war Drotschmann bis Ende 2018 Teil des gesundheitswissenschaftlichen Think-Tanks „iHealth“ der Redaktion des Handelsblatt.
Seit 2020 gehört Drotschmann zum Moderatoren-Team der Sendung Terra X im ZDF.
2023 bekam er das Bundesverdienstkreuz am Bande der Bundesrepublik Deutschland verliehen.

## YouTube-Karriere
Auf seinem YouTube-Kanal MrWissen2go beschäftigt sich Drotschmann mit aktuellen politischen und gesellschaftlichen Themen. Dieser Kanal hat über 2,3 Millionen Abonnenten (Stand: Juni 2025) und ist Teil des Online-Medienangebots funk der ARD und des ZDF. Zudem moderiert Drotschmann seit 2017 den YouTube-Kanal MrWissen2go Geschichte | Terra X (ehemals MrWissen2go Geschichte, musstewissen Geschichte), auf welchem er jeden Donnerstag ein Thema aus dem Bereich Geschichte erklärt. Dieser hat über 1,4 Millionen Abonnenten (Stand: Juni 2025) und wurde bis Ende 2022 ebenfalls von funk produziert. Seit der Fusion mit Terra X History im Januar 2023 ist dieser Kanal, sowie der dazugehörige Instagram-Account, ein Angebot vom ZDF selbst.
Im Zuge der Bundestagswahl 2017 führten Mirko Drotschmann und drei weitere YouTuber jeweils ein Interview mit Bundeskanzlerin Angela Merkel (CDU) und ihrem Herausforderer Martin Schulz (SPD), das live auf YouTube übertragen wurde.
Von 2015 bis April 2019 moderierte er den YouTube-Kanal „MDR ZEITREISE2go“ sowie das Geschichtsmagazin MDR Zeitreise im MDR Fernsehen, auf dem er historische Ereignisse und prominente Personen der Geschichte erklärte. Seine Nachfolgerin wurde Janett Eger.
Zur Bundestagswahl 2021 interviewte Drotschmann in dem funk-Format „Kreuzverhör“ zusammen mit Victoria Reichelt die Politiker Christian Lindner und Jens Spahn.

## Rezeption und Kontroversen
Im Januar 2015 initiierte Drotschmann die Aktion #YouGeHa (YouTuber gegen Hass), bei der Videos von YouTubern gesammelt wurden, die sich unter anderem gegen Rassismus, Fremdenfeindlichkeit und Homophobie positionieren. Die Aktion gewann 2016 einen Publikumspreis der The-BOBs-Awards.
2021 wurde er mit dem Publikumspreis des Umweltmedienpreises der Deutschen Umwelthilfe ausgezeichnet.
In der Rheinischen Post wurde der Kanal MrWissen2Go 2021 als ein „sehens- und hörenswerte[s] Projekt“ des Funk-Netzwerkes hervorgehoben. Der Kanal biete eine „unkonventionelle, aber nicht weniger souveräne Alternative zu klassischen Nachrichtensendungen.“
Die Publizistin Lisa Ludwig kritisierte Drotschmann für ein Video von 2017, bei dem er Schwangerschaftsabbrüche mit Mord gleichsetzte. Das Netzwerk Funk, auf dem das Video erschien, verwies darauf, dass es sich um ein „unglückliches Experiment“ gehandelt habe, bei dem Drotschmann nicht seine eigene Position eingenommen habe. Ferner kritisierte Veronika Kracher Drotschmann dafür, von dem YouTube-Kanal Die Vulgäre Analyse interviewt worden zu sein. Funk rechtfertigte das Interview damit, dass der Kanal sich zuvor sehr negativ über Drotschmann geäußert habe und er „seine Position klarmachen und sich verteidigen“ wollte.
In einem Beitrag von musstewissen Geschichte vom 25. Januar 2018 auf Funk, dem online-Content-Netzwerk von ARD und ZDF, wurde behauptet, dass deutsche Truppen in der ehemaligen Kolonie Deutsch-Südwestafrika mit Giftgas experimentiert hätten. Da von Historikern darauf hingewiesen wurde, dass es dafür keinerlei Belege gibt, wurde die Behauptung vom ZDF am 14. Dezember 2023 aus der Sendung entfernt. An dem gleichen Beitrag wurde darüber hinaus kritisiert, dass zwei gezeigte Bilddokumente nicht der ehemaligen deutschen Kolonie zuzuordnen sind und dass die Aussagen zu den Schutzverträgen mit den Herero und Nama zumindest teilweise nicht zutreffend waren. Am 9. Januar 2024 erschien eine aktualisierte Fassung des Videos mit neuem Skript und neuen Aufnahmen, in dem an manchen Stellen Abbildungen entfernt, Textstellen präzisiert und aktualisiert wurden.
Mehrere Bildungsvideos des Terra-X-Kanals „MrWissen2Go“ mussten Anfang 2024 korrigiert werden, nachdem die Frankfurter Allgemeine Zeitung über Fehler berichtet hatte. Das ZDF sah sich gezwungen, über 300 Videos auf dem Youtube-Kanal „MrWissen2Go Geschichte“ zu überprüfen. Gefundene Fehler wurden laut ZDF, „wie auf dem Youtube-Kanal üblich“, direkt am jeweiligen Video richtiggestellt, zum Beispiel durch angepinnte Kommentare. Drotschmann bezeichnete darüber hinaus die FDP als „Porsche-Partei“, den Finanzminister Christian Lindner als „Wirtschaftsminister“ und englische Kinder, die sich auf einem Foto am 6. Mai 1939 in London vor einem Reitstall einen Boxkampf lieferten, als „Hitlerjungen“.
Im Jahr 2025 kritisierte der Ökonom Maurice Höfgen in sozialen Medien ein Video Mirko Drotschmanns zur Staatsverschuldung und bewertete dessen darin vertretene wirtschaftspolitische Positionen als problematisch.

## Privates
Drotschmann lebt mit seiner Frau Anna in Rheinhessen. Das Paar hat zwei Töchter (* 2016, * 2020).
Er ist seit seiner Kindheit Anhänger des Zweitligisten Karlsruher SC.

## Werke
- Verrückte Geschichte – Absurdes, Lustiges und Unglaubliches aus der Vergangenheit. riva, München 2016.[33]
- Parka – Nicht weiter feat. Helena FIN[34]